# Lycodichthys antarcticus
 Lycodichthys antarcticus és una espècie de peix de la família dels zoàrcids i de l'ordre dels perciformes.

## Morfologia
- Els mascles poden assolir 24 cm de longitud total.[5]

## Hàbitat
És un peix marí i d'aigües profundes que viu entre 195-540 m de fondària.

## Distribució geogràfica
Es troba a l'oceà Antàrtic, incloent-hi les Illes Shetland del Sud.

## Observacions
És inofensiu per als humans.